# Aylesbury Vale
Aylesbury Vale var mellan 1974 och 2020 ett distrikt i Storbritannien. Det låg i grevskapet Buckinghamshire och riksdelen England, i den södra delen av landet, 60 km nordväst om huvudstaden London. Distriktet hade 174 137 invånare (2011).
Den 1 april 2020 blev det en del av den nya enhetskommunen Buckinghamshire.